# Seth Kempe
Seth Michael Kempe, född 11 juni 1857 i Härnösand, död den 25 september 1946 i Hemsö, var en svensk industriman.
Seth Kempe var son till Johan Carl Kempe och dotterson till Frans Michael Franzén. Han gifte sig 1897 med Thyra Lundberger (1871–1906), och paret fick två söner, däribland Erik Kempe.

## Biografi

### Engagemang i skogs och trävaruindustrin
Efter sin studentexamen 1875 började Seth Kempe att utbilda sig till trävaruman, vilket skedde vid familjens olika bolag och utomlands. Han blev 1878 myndig, och grundade då Dals Ångsågs Bolag (Dal) tillsammans med sin 10 år äldre bror Frans. Detta bolag anlade ett sågverk vid Ångermanälven, där Höga Kustenbron nu har sitt norra landfäste, samt köpte skogsfastigheter på ca 53 000 ha och 8 000 ha avverkningsrätter vid älvens övre del. Majoriteten av bolagets aktier ägdes av Seth Kempe, Frans ägde 40% och bolagets olika platschefer en mindre andel.
1889 ombildades den gamla Kempeska familjefirman Johan Wikner & Comp till Sandö Sågverks AB (Sandö). Även detta företag ägde ett sågverk vid Ångermanälven. År 1906 fanns i Sandös ägo 46 000 ha skogshemman och 8 000 ha avverkningsrätter, huvudsakligen i Vilhelmina, Junsele och Anundsjö. Största aktieägare var Seth Kempe och i övrigt ägdes Sandö av i första hand bröderna Bernhard och Wilhelm Kempe.
1892 köpte Seth Kempe Töre AB. Han behöll 35% av aktiekapitalet och sålde vidare resterande aktier till några familjemedlemmar. Töre AB bestod av ett sågverk i Kalix samt skog med en total area av ca 117 000 ha främst i Råneå, Gällivare och Jokkmokk.
1897 grundades Utansjö Sulfit AB av ett flertal sågverksägare i Ådalen. I detta företag ingick Sandö och Dal med vardera 16% av aktiekapitalet. 1897 köpte Dal och Sandö också Robertsfors bruk. Seth blev därmed VD i fyra bolag i vilka han också var huvuddelägare; Dal, Robertsfors, Sandö och Töre. Samtidigt ägde han en betydande andel i MoDo och satt sedan 1879 i dess styrelse. Samtliga dessa bolag tillhörde den tidens stora eller medelstora skogsbolag.

### Engagemang i sulfitfabriker
1902 förmedlade finansmannen William Olsson ett aktiebyte med Kempefamiljen. För sina aktier i Töre AB erhöll familjen Gideå & Husums AB (Husum) samt Hörneå AB. Husum ägde 137 000 ha skog i Västernorrlands län och Västerbottens län samt ett sågverk i Husum. Bolaget såldes omedelbart vidare till de familjen närstående bolagen MoDo (50%), Dal (25%) och Sandö (25%). 1903 startade sulfitfabriken i Domsjö i form av ett eget bolag, Sulfit AB Mo och Domsjö. Där ägde MoDo 60% medan resten fördelade sig i huvudsak på olika familjemedlemmar. Eftersom Seth Kempe redan 1898 börjat planera för en sulfitfabrik i Robertsfors var han djupt engagerad. De försök som föregick byggandet av de båda fabrikerna utfördes på Dal i samarbete med professor Peter Klasson vid KTH. Magnus Hansson kontrakterades för att planera och uppföra de båda fabrikerna, som startade upp med Robertsfors några månader efter Domsjö.

### Avveckling av industriengagemangen
Efter 1907 års uppslitande föreningsrättsstrid i Sandö och Dal beslöt Seth att helt avveckla sina engagemang i Ådalen. Sandö såldes, efter det att man hade fördelat bolagets aktier i Husum, Utansjö och Robertsfors bland delägarna, till ett konsortium under ledning av platschefen på Dal, Åke Belfrage. Vidare sålde Dal till Sandö industrianläggningarna och skogarna nedanför lappmarksgränsen, cirka 18 000 ha, samt avverkningsrätter. 1909, efter en schism med sin bror Frans, koncentrerade Seth sitt aktieinnehav till Dal, Robertsfors och MoDo. Han köpte Frans aktier i Dal och Robertsfors. Samtidigt sålde han sina egna och Dals aktier i Husum och i Sulfit AB Mo och Domsjö samt en andel av aktierna i Utansjö.
1916 avgick Frans Kempe som VD för Mo och Domsjö AB till förmån för sin son Carl Kempe. Frans blev själv ordförande. När Frans kände krafterna svikta 1922 överlät han ordförandeskapet till Seth Kempe, som lyckades samla familjen så att företaget överlevde under de svåra krisåren. Han avgick som ordförande 1930. 1917 blev Seth ordförande i Sandviks Ångsågs AB. MoDo hade köpt Sandvik 1915. VD var systersonen Karl Salin. 1930 lämnade Seth ordförandeskapet. 1927 avled svågern Mauritz Salin. Han hade sedan 1908 varit ordförande i Robertsfors AB. Seth avgick som VD i Robertsfors till förmån för sin son Erik och blev själv ordförande, vilket han förblev till sin död den 25 september 1946.

## Utmärkelser
- Kommendör av 1. klass av Vasaorden (KVO1kl) 1921
- Kommendör av 1. klass av Nordstjärneorden (KNO1kl) 1926
- Kommendör av storkorset av Nordstjärneorden (KmstkNO) 1937
- Illis quorum 18:de storl. med kedja för "hans utomordentliga insatser för Norrlands kulturella och materiella utveckling" 1932